# SUPERFINE SUNDAY
『SUPERFINE SUNDAY』（スーパーファイン・サンデー）は、2006年10月1日からFM802で放送されているラジオ番組。

## 概要
改編前の同時間に放送されていた『SUNDAY MUSIC MARKET』から引き継いで、日曜の朝にぴったりの「SUPERFINE（極上という意味）」な話題と音楽で構成する番組。

## 放送時間
- 毎週日曜日 7:00 - 12:00[注 1]（2006年10月 - 2009年6月・2012年4月 - ）

### 過去の放送時間
- 毎週日曜日 6:00 - 12:00[注 1]（2009年7月 - 2012年3月）

## DJ
現在
- 浅井博章（2012年4月 - ）[2]

過去
- 山添まり（2006年10月 - 2012年3月）[3]

## タイムテーブル
2023年10月現在
- 7時台：オープニング
- 8時台：HORIBA GLOBAL TIMES（8:00 - 8:30）
  - 海外在住の特派員SUPERFINEメイト(笹栗実根など)から現地の情報を伝えてもらう
- 9時台：
  - ソニー損保 GO!馳走★ HIGHWAY（9:07 - 9:17）
高速道路のサービスエリアやパーキングエリアのグルメに関する情報を紹介する。
  - RAND FRONT OSAKA GET THE CHANCE（9:41 - 9:48）
グランフロント大阪で活躍するストリートミュージシャン「MUSIC BUSKER」の情報を紹介する。
- 10時台：
  - NISSAN OSAKA MUSIC  PARTY（10:00 - 10:20）
  - ORNING STORY（10:46 - 10:50）
    - 浅井がストーリーテラーとして物語の世界に案内する。
- 11時台：ニチレイSEVORY BRUNCH（11:00 - 11:20）
毎週、ひとつの食材を指定してリスナーからその食材を使ったレシピを募集する。
- エンディング

### 過去のコーナー
- 11:00 - 11:45：NISSAN URBAN COLLECTION

SMMから引き継がれたコーナー。お奨めのカフェを紹介する「URBAN EYES」、カバーやリミックスによって生まれ変わった楽曲を紹介する「SHIFT THE MUSIC」で構成される。
- 6時台：LUCKY MORNING

心理占星術研究家･鏡リュウジ監修による星座別1週間の運勢を紹介する。
- 7時台：LUCKY MORNING

健康情報やスポーツ情報を紹介する。
- 11時台：PLAY FOR BLUNCH

FM802のスタジオで行われたライブの模様をオンエアする。
- 11時台：au POP MIX

前半はFM802全番組で紹介された楽曲の中から、「EZ FMアプリ」による検索が多い楽曲をランキング形式で発表。後半は一組のアーティストを取り上げ、着うたや着うたフル対応の楽曲を紹介する。